# Калона
Калона (енгл. Kalona) град је у америчкој савезној држави Ајова. По попису становништва из 2010. у њему је живело 2.363 становника.

## Демографија
Према попису становништва из 2010. у граду је живело 2.363 становника, што је 70 (3,1%) становника више него 2000. године.
| Група             | 2000.         | 2010.         |
| Белци             | 2.232 (97,3%) | 2.279 (96,4%) |
| Афроамериканци    | 5 (0,2%)      | 9 (0,4%)      |
| Азијати           | 9 (0,4%)      | 4 (0,2%)      |
| Хиспаноамериканци | 25 (1,1%)     | 48 (2,0%)     |
| Укупно            | 2.293         | 2.363         |